# Alice Keller
Alice Keller (geboren 1964) ist eine schweizerisch-britische Bibliothekarin. Sie ist seit 2019 Direktorin der Universitätsbibliothek Basel.

## Leben und Wirken
Alice Keller studierte von 1984 bis 1988 Experimentelle Biologie an der ETH Zürich. 1991 bis 1993 absolvierte sie eine Ausbildung zur wissenschaftlichen Bibliothekarin in Zürich.
2000 wurde sie an der Humboldt-Universität mit einer Dissertation zum Thema Zukünftige Entwicklung elektronischer Zeitschriften promoviert. Sie war 1989 bis 2003 an der Bibliothek der Eidgenössischen Technischen Hochschule (ETH) Zürich tätig und von 2003 bis 2009 an der Bodleian Library der University of Oxford. Von 2010 bis 2014 arbeitete sie als Cheflektorin in dem Wissenschaftsverlag De Gruyter Saur. Sie wechselte 2014 an die Zentralbibliothek Zürich, wo sie als Chefbibliothekarin für Bestandsentwicklung zuständig war. Alice Keller lehrt als Dozentin für den MAS Studiengang Bibliotheks- und Informationswissenschaft der Universität Zürich. 2000 vertrat sie eine Professur an der FH Köln. Alice Keller ist Mitherausgeberin der Fachzeitschrift Bibliothek Forschung und Praxis und publiziert umfangreich zu bibliotheks- und informationswissenschaftlichen Themen. Zum 1. August 2019 wurde sie zur neuen Direktorin der Universitätsbibliothek Basel gewählt.

## Veröffentlichungen (Auswahl)
Monografien
- Universitätsbibliotheken in Großbritannien. (= Bibliotheks- und Informationspraxis; 48). De Gruyter Saur, Berlin (u. a.) 2013, ISBN 978-3-11-033611-5.
- Elektronische Zeitschriften: Grundlagen und Perspektiven. 2., aktualisierte und stark erweiterte Auflage. Harrassowitz, Wiesbaden 2005, ISBN 978-3-447-05234-4 (= Bibliotheksarbeit; 12).
- Konsortien in Bibliotheken: eine praktische Einführung. ETH-Bibliothek, Zürich 2002, ISBN 3-9521386-6-5 (= Schriftenreihe der ETH-Bibliothek / B; 4).
- Elektronische Zeitschriften im Wandel: eine Delphi-Studie. Harrassowitz, Wiesbaden 2001, ISBN 3-447-04427-6 (= Bibliotheksarbeit; 10).

Herausgaben
- Bibliotheken in der Schweiz: Innovation durch Kooperation. Festschrift für Susanna Bliggenstorfer anlässlich ihres Rücktrittes als Direktorin der Zentralbibliothek Zürich. (mit Susanne Uhl und Zentralbibliothek Zürich). De Gruyter Saur, Berlin/Boston 2018. doi:10.1515/9783110553796

Beiträge in Zeitschriften und Sammelbänden
- Interne Mitarbeiterkommunikation in Krisensituationen: Erfahrungen aus der Coronakrise. In: ABI Technik, Bd. 41, Nr. 1, 2021, S. 21–32. doi:10.1515/abitech-2021-0005.
- Nationale Förderprogramme und -strukturen in der Schweiz. In: Bibliotheken der Schweiz: Innovation durch Kooperation. De Gruyter Saur, Berlin/Boston 2018, S. 57–77. doi:10.1515/9783110553796-002
- University presses und library publishing in den USA: ein Vergleich. In: Bibliothek. Forschung für die Praxis. Festschrift für Konrad Umlauf zum 65. Geburtstag. Herausgegeben von Petra Hauke, Andrea Kaufmann, Vivien Petras. De Gruyter Saur, Berlin/Boston 2017, S. 417–432. doi:10.1515/9783110522334-036
- Finanzierungsmodelle für Open Access-Zeitschriften. In: Bibliothek: Forschung und Praxis, 41/1 (2017), S. 22–35. doi:10.1515/bfp-2017-0012
- Publikationskompetenz. – In: Handbuch Informationskompetenz. Hrsg. W. Sühl-Strohmenger. De Gruyter, Berlin/Boston 2016, S. 307–322. doi:10.1515/9783110403367-030
- Publikationskompetenz als neues Tätigkeitsfeld von Bibliotheken. In: Bibliotheksdienst, 50. Jg. (2016), Nr. 7, S. 661–671. doi:10.1515/bd-2016-0080
- Research support in Australian university libraries: an outsider view. In: Australian Academic & Research Libraries, 46.2 (2015), S. 73–85. doi:10.1080/00048623.2015.1009528
- Attitudes among German- and English-Speaking Librarians toward (Automatic) Subject Indexing. In: Cataloging & Classification Quarterly. Bd. 53 (2015), Nr. 8, S. 895–904. doi:10.1080/01639374.2015.1061086
- „Subject Librarians“ in Großbritannien: Von der Bestands-zur Benutzerorientierung. In: Bibliothek Forschung und Praxis. 36.1 (2012) S. 10–22. doi:10.1515/bfp-2012-0003
- In Print or On Screen? Investigating the reading habits of undergraduate students using photo-diaries and photo-interviews. In: Libri, Volume 62 (2012), issue 1, S. 1–18. doi:10.1515/libri-2012-0001
- mit U. Jutzi: ETH E-Collection: Aufbau einer innovativen Publikationsplattform an der ETH Zürich. In: Bibliotheksdienst, 36. Jg.(2002), H. 11, S. 1578–1589. doi:10.1515/bd.2002.36.11.1578
- Elektronische Zeitschriften: Was sagen Nutzungsstatistiken aus? In: B.I.T. Online, Bd. 5 (2002), S. 213–232.
- Dissertationen Online an der ETH-Bibliothek Zürich. In: Bibliotheksdienst, Bd. 35 (2001), S. 306–312. doi:10.1515/bd.2001.35.3.306
- mit Wolfram Neubauer: Hochschulbibliotheken der Schweiz: Position und Ausrichtung. In: Bibliothek Forschung und Praxis, Bd. 23 (1999), S. 133–143; doi:10.1515/bfup.1999.23.2.133
- Elektronische Zeitschriften in Bibliotheken. In: NfD Bd. 48 (1997), S. 131–136.